# 鈴置高史
鈴置 高史（すずおき たかぶみ、1954年（昭和29年） - ）は、日本のジャーナリスト。韓国経済に詳しい韓国ウォッチャーであり、韓国観察者を自称する。
日本経済新聞社でソウル特派員・香港特派員・経済解説部長・編集委員を務めた。2018年（平成30年）3月に退社し、「デイリー新潮」に韓国関連のコラムを連載している。「BSフジLIVE プライムニュース」では韓国をテーマにした回に度々出演している。

## 略歴
- 1954年（昭和29年）、愛知県生まれ、早稲田大学政治経済学部卒業。
- 1977年（昭和52年）、日本経済新聞に入社し、1987年（昭和62年）から1992年（平成4年）ソウル特派員を務める。
- 1995年（平成7年）- 1996年（平成8年）に、ハーバード大学日米関係プログラム研究員を務める。1999年（平成11年）から2003年（平成15年）まで香港特派員を務める。
- 2002年（平成14年）、企業や産業の動向といったミクロ面を重視した中国経済の報道に関して、ボーン・上田記念国際記者賞を受賞。
- 2006年（平成18年）、イースト・ウエスト・センター（ハワイ）ジェファーソン・プログラム・フェローを務め、また、2008年（平成20年）まで再び香港特派員を務める。
- 日本経済新聞社編集委員として、Web記事の執筆等に務める。
- 2012年（平成24年）、日経ビジネスオンラインに韓国・北朝鮮の情勢を分析した、アジア・国際コラム「早読み 深読み 朝鮮半島」の連載開始（ - 2019年（平成31年）1月8日）[2]。
- 2018年（平成30年）、日本経済新聞社を退職。

## 著作

### 図書
- Suzuoki, Takabumi (1992) (朝鮮語), 韓国経済何が問題か, 韓国生産性本部
- Suzuoki, Takabumi (1996) (英語), From flying geese to round robin: The emergence of powerful Asian companies and the collapse of Japan's keiretsu, USJP occasional paper, 96-11, Cambridge, MA: Harvard University, the Program on U.S.-Japan Relations, the Center for International Affairs and the Reischauer Institute of Japanese Studies, ASIN B0006R70FA NCID BA40590898
- 『朝鮮半島201Z年』日本経済新聞出版社、2010年11月。ISBN 978-4-532-16769-1。 - 近未来政治経済小説。
- 鈴置高史、野副伸一ほか「米中新冷戦下の朝鮮半島」『アジア 政治の季節 どう政治は変わるか』亜細亜大学アジア研究所(出版) 亜細亜大学購買部ブックセンター(発売)〈アジア研究所叢書 27〉、2013年3月15日。ISBN 978-4-900521-27-8。
- 『日経ビジネスオンライン』のコラム「早読み 深読み 朝鮮半島」の書籍化
  1. 『中国に立ち向かう日本、つき従う韓国』日経BP社(出版) 日経BPマーケティング(発売)、2013年2月25日。ISBN 978-4-8222-7414-6。
  2. 『中国という蟻地獄に落ちた韓国』日経BP社(出版) 日経BPマーケティング(発売)、2013年11月25日。ISBN 978-4-8222-7436-8。
  3. 『「踏み絵」迫る米国 「逆切れ」する韓国』日経BP社(出版) 日経BPマーケティング(発売)、2014年4月22日。ISBN 978-4-8222-7782-6。
  4. 『日本と韓国は「米中代理戦争」を闘う』日経BP社(出版) 日経BPマーケティング(発売)、2014年9月16日。ISBN 978-4-8222-7790-1。
  5. 『「三面楚歌」にようやく気づいた韓国』日経BP社(出版) 日経BPマーケティング(発売)、2015年3月9日。ISBN 978-4-8222-7908-0。
  6. 『「独り相撲」で転げ落ちた韓国』日経BP社(出版) 日経BPマーケティング(発売)、2015年8月17日。ISBN 978-4-8222-7929-5。
  7. 『「中国の尻馬」にしがみつく韓国』日経BP社(出版) 日経BPマーケティング(発売)、、2015年12月11日。ISBN 978-4-8222-7944-8。
  8. 『米中抗争の「捨て駒」にされる韓国』日経BP社(出版) 日経BPマーケティング(発売)、、2016年6月13日。ISBN 978-4-8222-3658-8。[3]
  9. 『孤立する韓国、「核武装」に走る』日経BP社(発行) 日経BPマーケティング(発売)、2016年10月31日。ISBN 978-4-8222-3680-9。[4]
- 『米韓同盟消滅』新潮社〈新潮新書 785〉、2018年10月20日。ISBN 978-4-10-610785-6。[5][6]
- 『韓国民主政治の自壊』新潮社〈新潮新書 953〉、2022年6月20日。ISBN 978-4-10-610953-9。

### 論説
- 鈴置高史 著「米国への期待」、関川夏央ほか編 編『北朝鮮の延命戦争 金正日・出口なき逃亡路を読む』ネスコ(出版) 文藝春秋(発売)、1998年3月。ISBN 4-89036-970-8。
  - 鈴置高史 著「米国への期待」、関川夏央・惠谷治・NK会編 編『北朝鮮の延命戦争 金正日・出口なき逃亡路を読む』文藝春秋〈文春文庫〉、2001年2月10日。ISBN 4-16-751906-2。
- 鈴置高史「変わる延辺、変わらぬ日本」『アジア研究所所報』第137号、亜細亜大学アジア研究所、2010年1月1日、6-7頁、ISSN 03850838。
- 鈴置高史 著「米ドルと人民元の間で揺れる韓国」、亜細亜大学アジア研究所 編 編『新段階を迎えた東アジア』（PDF）75号、野副伸一 研究代表、亜細亜大学アジア研究所〈アジア研究所・アジア研究シリーズ〉、2011年3月、51-66頁。ISSN 1345-5060。 - 平成20・21年度研究プロジェクト「新段階を迎えた東アジア」。
- 鈴置高史 著「ついに始まった韓国の「離米従中」」、亜細亜大学アジア研究所 編 編『新段階を迎えた東アジア』（PDF） 第2巻、80号、野副伸一 研究代表、亜細亜大学アジア研究所〈アジア研究所・アジア研究シリーズ〉、2013年3月、89-108頁。ISSN 1345-5060。 - 平成22・23年度研究プロジェクト「新段階を迎えた東アジア」。
- 鈴置高史、野副伸一、永綱憲悟、滝井光夫、阿部純一「米中新冷戦下の朝鮮半島 ―韓国は海洋勢力側に留まるか―」『アジア：政治の季節―どう政治は変わるか―』亜細亜大学アジア研究所〈アジア研究所叢書 27〉、2013年3月15日。ISBN 978-4-900521-27-8。

### 連載
2003年（平成15年）から2009年（平成21年）までNIKKEI NETの「NETアイ プロの視点」で東アジアに関するコラム「アジアが変える日本」を不定期連載していた。
2012年（平成24年）から2019年（平成31年）まで『日経ビジネスオンライン』誌上のアジア・国際コラム「早読み 深読み 朝鮮半島」で引き続き韓国を中心に東アジア情勢を報告・評論していた。
日経新聞社退社後の2019年（平成31年）より、『デイリー新潮』にて、事実上「早読み 深読み 朝鮮半島」の続きとなる評論コラム「鈴置高史 半島を読む」を連載している。

## 関連人物
- 荒木和博
- 荒木信子
- 大泉啓一郎
- 岡本隆司
- 木村幹
- 真田幸光